# استان میازاکی
استان میازاکی (به ژاپنی: 宮崎県) یکی از استان‌های کشور ژاپن است.
این استان در ناحیه و جزیرهٔ کیوشو واقع شده.
مرکز این استان، شهر میازاکی است.
بزرگ‌ترین پارک آبی سرپوشیده جهان به نام گنبد اقیانوسی سیگایا در این استان قرار دارد. از دیگر دیدنی‌های استان میازاکی جزیره آئوشیما است.

## شهرها

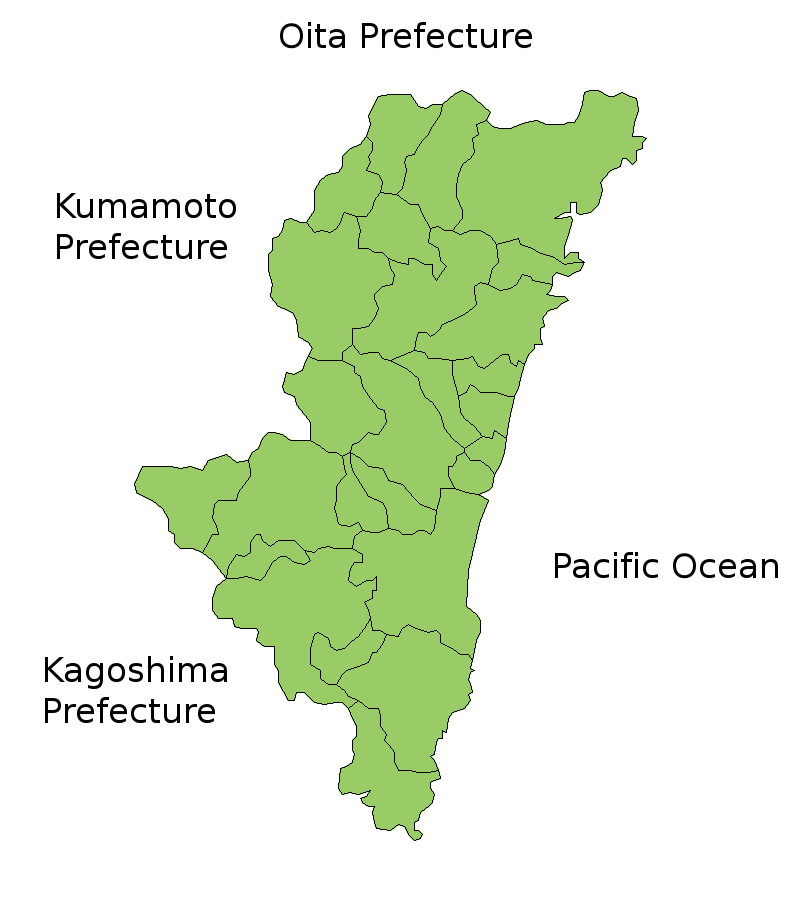

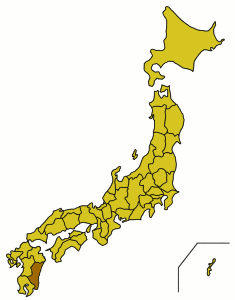
استان میازاکی، ژاپن.

این استان ۹ شهر، ۱۳ شهرچه دارد.
- ابینو
- هیوگا
- کوبایاشی
- کوشیما
- میاکونوجو
- میازاکی (مرکز)
- نیچینان
- نوبئوکا
- سایتو